# Ibn Nusayr
Se cree que habría fundado en el siglo IX la rama alauita o alawita de los musulmanes.
Abu Shu'ayb Muhammad ibn Nusayr, fue discípulo del décimo imán chiita, Ali al-Hadi y asimismo del undécimo imán chiita, Hasan al-Askari, ambos imanes (guías religiosos) pertenecientes a la rama islámica chiita.  
Ibn Nusayr fue conocido entre sus seguidores como el representante (Bab, que en árabe significa puerta pero usada en sentido místico en este caso) del imán Hassan al-Áskari y del duodécimo imán, Muhammad al-Mahdi durante la llamada Ocultación o retiro del mundo de este último.
Ibn Nusayr creía en la naturaleza divina del undécimo imán chiita Hassan al-Áskari y por consiguiente del hijo de este último, el imán Muhammad al Mahdi (El mesías, el esperado).
Los seguidores de Ibn Nusayr son conocidos como, Nusayris (en árabe: نصيريون‎) y desde la década de 1920, como Alauitas (en árabe: علوي‎). El término nusayrita, tuvo y sigue teniendo en los Estados islámicos del Medio Oriente, una connotación negativa desde que en tiempos antiguos fuera promovido el genocidio de los alauitas, por considerarlos erróneamente miembros de una secta herética.
Se sabe que Ibn Nusayr era de origen persa, pero vinculado a la tribu árabe al-Namir.